# Франклін Шеффнер
Франклін Джеймс Шеффнер (англ. Franklin James Schaffner; 30 травня 1920 — 2 липня 1989) — американський режисер кіно та телебачення, володар премії «Оскар» за фільм «Паттон» (1970), постановник фільмів «Полководець», «Планета мавп», «Метелик», «Микола і Олександра» тощо. Відомий також запровадженням наприкінці 1940-х — на початку 1950-х років нових методів знімання телевізійних програм із використанням рухомих камер, що значно змінило сприйняття глядачем новинних програм та репортажів у порівнянні зі статичним візуальним рядом. Від 1987 до 1989 року — президент Гільдії режисерів Америки.

## Життєпис
Народився 1920 року в сім'ї протестантських місіонерів у Токіо (Японія). У підлітковому віці переїхав із сім'єю до США. Навчаючись у коледжі в окрузі Ланкастер (Пенсільванія), захоплювався, серед іншого, творчістю в драматичній студії. Вступив до Колумбійського університету, де вивчав юриспруденцію. З початком Другої світової війни, не завершивши навчання, призваний на службу до Військово-морських сил США. Брав участь у бойових діях у Північній Африці, Європі, пізніше переведений на Тихоокеанський флот ВМС США.
По закінченні військової служби повернувся до США і почав працювати на телевізійній студії CBS. Вже 1954 року отримав свою першу премію «Еммі» за телевізійну постановку п'єси Реджинальда Роуза «Дванадцять розгніваних чоловіків» (1957 року Сідні Люмет успішно втілив цю п'єсу в однойменному художньому фільмі). Наступного року Шеффнер здобуває ще дві премії «Еммі» за роботу над телевізійною адаптацією бродвейської п'єси «Заколот на есмінці „Кейн“. Трибунал». Високу оцінку та четверту премію Еммі отримала режисерська робота Шеффера в перших сезонах серіалу «Захисники».
1963 року зняв свій перший повнометражний художній фільм «Стриптизерка», який отримав непогані відгуки критиків. 1964 року поставив політичну драму за п'єсою Ґора Відала «Найгідніший», де в головній ролі знявся Генрі Фонда. Фільм номінувався на кілька кінематографічних нагород, здобув спеціальний приз журі Кінофестивалю в Карлових Варах.
Наступний фільм 1965 року «Полководець» у певному сенсі став для Голлівуду новаторським, оскільки, на відміну від традиційної романтизації лицарства, відображав негативні сторони соціального розшарування за феодалізму, а також порушував тему боротьби християнства з язичництвом. Політичний детектив «Двійник» з Юлом Бріннером у головній ролі, знятий 1967 року у Великій Британії, значного міжнародного успіху не мав.
Американський інститут кіномистецтва започаткував щорічну премію імені Франкліна Шеффнера.

## Вибрана фільмографія
Режисер
- Ласкаво просимо додому[en] / Welcome Home (1989)
- Левове серце[en] / Lionheart (1987)
- Так, Джорджо[en] / Yes, Giorgio (1982)
- Сфінкс[en] / Sphinx (1981)
- Хлопці з Бразилії / The Boys from Brazil (1978)
- Острови поміж течій / Islands in the Stream (1977)
- Метелик / Papillon (1973)
- Микола і Олександра / Nicholas and Alexandra (1971)
- Паттон / Patton (1970)
- Планета мавп / Planet of the Apes (1968)
- Двійник[en] / The Double Man (1967)
- ABC сцена 67[en] / ABC Stage 67 (1967)
- Полководець[en] / The War Lord (1965)
- Шоу тижня Дюпонта[en] / The DuPont Show of the Week (1962—1964)
- Найгідніший[en] / The Best Man (1964)
- Стриптизерка[en] / The Stripper (1963)
- Захисники / The Defenders (1961—1962)
- Екскурсія Білим домом з місіс Кеннеді[en] / A Tour of the White House with Mrs. John F. Kennedy (1962)
- Театр 90 хвилин[en] / Playhouse 90 (1957—1960)
- Час зірок[en] / Startime (1959)
- Людина до людини[en] / Person to Person (1953—1959)
- Продюсерська вітрина[en] / Producers' Showcase (1957)
- Кайзерська алюмінієва година[en] / The Kaiser Aluminum Hour (1956—1957)
- Студія Один[en] / Studio One (1949—1956)
- Ювілей зірки Форд[en] / Ford Star Jubilee (1955—1956)
- Найкраще від Бродвею[en] / The Best of Broadway (1955)
- Казки завтрашнього дня[en] / Tales of Tomorrow (1951)
- Театр Форда[en] / Ford Theatre (1948—1951)
- Дружина детектива[en] / Detective's Wife (1950)
- Веслі[en] / Wesley (1949)

Продюсер
- Сфінкс[en] / Sphinx (1981)
- Метелик / Papillon (1973)
- Шоу тижня Дюпонта[en] / The DuPont Show of the Week (1962—1964)
- Час зірок[en] / Startime (1959)
- Кайзерська алюмінієва година[en] / The Kaiser Aluminum Hour (1956—1957)